# Micromeles
Micromeles je rod vazdazelenog drveća iz porodice ružovki (Rosaceae). U rod je uključivano 11 vrsta, ali u strogom smislu prema novijim molekularnim podacima, pripadaju mu samo tri, ostali su prebačeni u rod Sorbus. Bio je uključivan u podtribus Pyrinae.
Tipična vrsta nije naznačena. Rod je opisan u Nouvelles archives du muséum d'histoire naturelle 10: 125, 168. 1874.  1837.

## Vrste
1. Micromeles cuspidata (Bertol.) C.K.Schneid.
2. Micromeles griffithii Decne.
3. Micromeles rhamnoides Decne.

Bivši članovi:
- Micromeles calcicola (W.B.Liao & W.Guo) Mezhenskyj, sinonim za Sorbus calcicola W.B.Liao & W.Guo
- Micromeles calocarpa (Rehder) M.Aizawa, sinonim za Sorbus japonica Sieb.
- Micromeles coronata (Cardot) Mezhenskyj, sinonim za Sorbus coronata (Cardot) T.T.Yu & H.T.Tsai
- Micromeles japonica (Decne.) Koehne, sinonim za Sorbus japonica Sieb.
- Micromeles paucinervia (Merr.) Mezhenskyj, sinonim za Sorbus paucinervia Merr.
- Micromeles prunifolia (W.B.Liao & H.J.Jing) Mezhenskyj, sinonim za Sorbus prunifolia W.B.Liao & H.J.Jing
- Micromeles rhombifolia (C.J.Qi & K.W.Liu) Mezhenskyj, sinonim za Sorbus rhombifolia C.J.Qi & K.W.Liu
- Micromeles zahlbruckneri (C.K.Schneid.) Mezhenskyj, sinonim za Sorbus zahlbruckneri C.K.Schneid.

## Sinonimi
Nema.